# Almir Guineto
Almir de Souza Serra (Rio de Janeiro, 12 de julho de 1946 – Rio de Janeiro, 5 de maio de 2017), mais conhecido como Almir Guineto, foi um sambista e compositor brasileiro. Membro fundador do Fundo de Quintal, foi um dos maiores representantes do samba de raiz, inovando no gênero ao introduzir o banjo adaptado com um braço de cavaquinho (o banjo-cavaquinho). Destacou-se também pelo modo extremamente original de executar o instrumento, afinando-o à moda das últimas cordas do violão e palhetando-as velozmente, fazendo-as tremular conforme o suingue do repique de mão e do tantã. Entre seus principais sucessos, destacam-se "Caxambu", "Conselho", "Jiboia", "Lama nas Ruas", "Mel na Boca", "Insensato Destino" e "Coisinha do Pai".
O Guineto de seu nome artístico é uma derivação da palavra magnata, que evoluiu para magneto e, então, Guineto.

## Biografia

### Infância
Nascido e criado no Morro do Salgueiro, na cidade do Rio de Janeiro, Almir Guineto teve contato direto com o samba desde a infância, já que havia vários músicos em sua família. Seu pai, Iraci de Souza Serra (Seu Ioiô), era violonista, um dos fundadores do GRES Acadêmicos do Salgueiro em 1953 e membro da ala de compositores da escola; e também integrava o grupo Fina Flor do Samba. Sua mãe, Nair de Souza (mais conhecida como "Dona Fia"), era costureira e componente dedicada da ala das baianas e uma das principais figuras da mesma agremiação que o marido — Acadêmicos do Salgueiro; seus irmãos: Francisco de Souza Serra (ou Chiquinho) foi um dos fundadores dos Os Originais do Samba, e Lourival de Souza Serra, mais conhecido como Louro, ou Mestre Louro, foi o lendário mestre de bateria e que mais tempo esteve à frente da "Furiosa", animada bateria da escola de samba Acadêmicos do Salgueiro.

### Início de carreira
Na década de 1970, Almir já era mestre de bateria e um dos diretores da Salgueiro e fazia parte do grupo de compositores que frequentavam o Bloco Carnavalesco Cacique de Ramos. Nessa época ele inovou o samba ao introduzir o banjo adaptado com um braço de cavaquinho (ideia revolucionária dele e do antigo companheiro do grupo musical Originais do Samba, o comediante Mussum). O instrumento híbrido foi afetivamente alcunhado de banjo-cavaquinho e adotado por vários grupos de samba até os dias de hoje.
Em 1979 Almir mudou-se para a cidade de São Paulo para tornar-se o cavaquinhista dos Originais do Samba. Lá fez "Bebedeira do Zé", sua primeira composição gravada pelo grupo, onde a voz do sambista apareceu puxando verso "Mas dá um tempo na cachaça, Zé/ Para prolongar o seu viver". A sambista Beth Carvalho gravou algumas composições de Guineto, como "Coisinha do Pai", "Pedi ao Céu"' e "Tem Nada Não".

### Fundo de Quintal e carreira solo
No início dos anos oitenta, ele ajudou a fundar o grupo Fundo de Quintal junto com os sambistas Bira, Jorge Aragão, Neoci, Sereno, Sombrinha e Ubirany. Mas deixou o grupo logo após a gravação de Samba É no Fundo de Quintal - primeiro LP do conjunto - e seguiu para carreira solo. Almir conquistou fama com a premiação no Festival MPB-Shell, da TV Globo, em 1981, em que interpretou o samba-partido "Mordomia" (de Ari do Cavaco e Gracinha).
Sua notoriedade como compositor e intérprete aumentaria ao longo daquela década. Beth Carvalho gravou "É, Pois, É" (parceria com Luverci Ernesto e Luiz Carlos) em 1981, "À Luta, Vai-Vai!" (com Luverci Ernesto) e "Não Quero Saber Mais Dela" (com Sombrinha) em 1984, "Da Melhor Qualidade" (com Arlindo Cruz), "Pedi ao Céu" (com Luverci Ernesto) e "Corda no Pescoço" (com Adalto Magalha) em 1987. Alcione gravou "Ave Coração" (parceria com Luverci Ernesto) em 1981 e "Almas & Corações" (com Luverci Ernesto) em 1983. Jovelina Pérola Negra gravou "Trama" (parceria com Adalto Magalha) em 1987.
Em 1986, a gravadora RGE lançou o LP Almir Guineto, que teve grande sucesso comercial. Nesse disco, Almir Guineto gravou algumas de suas parcerias com Adalto Magalha, Beto Sem Braço, Guará da Empresa, Luverci Ernesto e Zeca Pagodinho. Entre os grandes destaques, estão "Caxambu", "Mel na Boca", "Lama nas Ruas"  e "Conselho".
Participou, como ator, do filme "Natal da Portela" (1988), dirigido por Paulo Cesar Saraceni, sobre a vida do bicheiro e compositor homônimo que foi um dos fundadores da Portela. Nele, Almir Guineto interpreta o compositor Paulo da Portela.
Ainda na década de 1980, a RGE lançou os LPs Perfume de Champanhe (1987) - que teve repercussão com "Batendo na Palma da Mão" (parceria com Guará da Empresa) - e "Jeito de Amar" (1989). Em 1991, a gravadora lançou o disco De Bem com a Vida.

### Canção em Marte
Em 1997, "Coisinha do Pai" foi programada pela engenheira brasileira da Nasa Jacqueline Lyra para acionar um robô norte-americano da missão Mars Pathfinder, em Marte. No ano seguinte, compôs com Arlindo Cruz, Sombrinha e Xerife "Samba de Marte", que relata a história da chegada de "Coisinha do Pai" em solo marciano.
Em 2002, a gravadora Paradoxx lançou o CD "Todos os Pagodes". Naquele mesmo ano, Almir Guineto participou de "Bum-bum-baticum-Beto" e "Tributo a Beto Sem Braço", dois shows em homenagem a este sambista carioca, que ocorreram respectivamente no Bar Supimpa e Teatro João Caetano, ambos na cidade do Rio de Janeiro.
Em julho de 2007, Almir Guineto comemorou seu aniversário em um show, com diversos convidados, no Espaço Santa Clara, na cidade de São Paulo. Em 2009, fez parceria com o rapper Mano Brown, dos Racionais MC's, na música Mãos. Nos últimos meses de vida padeceu de problemas renais e decorrentes da diabetes.

## Morte
Almir Guineto morreu em 5 de maio de 2017, no Hospital Universitário Clementino Fraga Filho, no Rio de Janeiro, em decorrência de complicações provocadas por insuficiência renal crônica. A doença havia sido diagnosticada no final de 2015, e desde junho de 2016 o sambista estava afastado dos palcos. Foi sepultado dois dias depois no Cemitério de Inhaúma, após ser velado na quadra do Salgueiro.

## Discografia
- "O Suburbano" (1981) Discos Beverly/Discos Copacabana
- "A Chave do Perdão" (1982) Discos Copacabana
- "Sorriso Novo" (1985) RGE
- "Almir Guineto" (1986) RGE
- "Perfume de champagne" (1987) RGE
- "Olhos da Vida" (1988) RGE
- "Jeito de amar" (1989) RGE
- "De bem com a vida" (1991) RGE
- "Pele de Chocolate" (1993) RGE
- "Acima de Deus, só Deus" (1995) RGE
- "Pés" (1997) RGE
- "Almir Guineto" (1999) Universal
- "Todos os pagodes" (2002) Paradoxx
- "Sambas de Almir" (2003) Vieira Records
- "Cartão de Visita" (2012) Radar Records